# 比嘉酒造 (読谷村)
有限会社比嘉酒造（ひがしゅぞう）は沖縄県読谷村に本社を置く酒造（泡盛）メーカー。
泡盛「残波」が有名。沖縄民謡歌手前川守賢を起用したCMが好評で、県内全域・特に沖縄市を中心とする本島中部において支持を得ている。「島唄」「まさひろ」「海人」を製造している旧社名比嘉酒造（現・まさひろ酒造。糸満市）とは無関係である。2018年には、創業者らに支払われた報酬を巡る裁判で、役員4人に計12億7000万円は高すぎるが、創業者の退職慰労金6億7000万円は妥当とし、課税処分の一部を取り消す判決を受けている。

## 主な商品
- 残波25度（白）

白瓶が特徴。地元では一般に「ザンシロ」と呼ばれる。
- 残波30度（黒）

黒瓶が特徴。地元では一般に「ザンクロ」と呼ばれる。
- 残波古酒

※ ザンシロとザンクロは製造工程が異なり、加水でアルコール度数を調整しても同じ味にはならない。

## 沿革
- 1948年（昭和23年） - 南部酒造組合設立。
- 1953年（昭和28年） - アメリカ民政府から酒造免許を取得し創業。
- 1985年（昭和60年） - 有限会社化。有限会社比嘉酒造とする。
- 1980年（昭和55年） - 「残波」発売

## 所在地
- 〒904-0324 沖縄県読谷村字長浜1061番地